# Megalenhydris
Megalenhydris barbaricina — пізньоплейстоценова гігантська видра з Сардинії. Він відомий з одного скелета, виявленого в Гротта ді Іспініголі біля Доргалі, і був описаний у 1987 році. Цей вид є одним із чотирьох вимерлих видів видр із Сардинії та Корсики. Інші: Algarolutra majori, Lutra castiglionis і Sardolutra ichnusae. Ця видра була великою, можливо, навіть більшою за сучасну Pteronura, яка може досягати двох метрів у довжину. Будова зубів вказує на харчування молюсками та/або ракоподібними. Особливою ознакою виду є сплощення перших кількох хвостових хребців (решта хвостових хребців невідома). Це може вказувати на злегка приплющений хвіст.